# Don’t Be a Sucker
Don’t Be a Sucker (übersetzt: „Sei kein Trottel“) ist ein 17-minütiger Kurzfilm in Schwarzweiß aus dem Jahr 1943, der vom Kriegsministerium der Vereinigten Staaten produziert und 1947 wiederveröffentlicht wurde. Der Lehrfilm hat eine antirassistische und antifaschistische Botschaft und plädiert für Diversität.
Nach den rassistischen Ausschreitungen in Charlottesville im August 2017 wurde ein Ausschnitt aus diesem Film vielfach im Internet geteilt. Der Film ist in der National Archives and Records Administration archiviert.

## Handlung
Ein Amerikaner hält eine Hetzrede gegen verschiedene Minderheiten in seinem Land („I’m an American American!“). Für Mike, der dem rassistischen Redner zuhört, ergibt die Rede zunächst Sinn, bis der Hassprediger auch gegen Freimaurer wettert, zu denen Mike selbst gehört. Der Mann neben ihm, ein in den USA eingebürgerter Professor aus Ungarn, erklärt Mike, wie rassistische Demagogie und das Ausgrenzen von Minderheiten den Nationalsozialisten die Möglichkeit gab, in Deutschland an die Macht zu kommen, und warnt ihn als Amerikaner davor, auf eine ähnliche, von amerikanischen Rassisten praktizierte Demagogie hereinzufallen.